# Trần Lý
Trần Lý (chữ Hán: 陳李; 1151 - 1210), hay Trần Nguyên Tổ (陳元祖), là ông của Trần Thái Tông, người sáng lập ra triều đại nhà Trần trong lịch sử Việt Nam. Ông chính là người khởi đầu sự nghiệp cai trị Đại Việt gần 200 năm của nhà Trần.

## Thân thế
Trần Lý là con trai Trần Hấp (陳翕), cháu nội của Trần Kinh (陳京) làm nghề đánh cá ở Hải Ấp (Thái Bình - Nam Định). Trần Lý thuộc thế hệ thứ ba. Họ Trần giàu có và có thế lực trong vùng, bên dưới có nhiều thuộc hạ.
Theo suy diễn của Trần Xuân Sinh, nguyên tên trong dân dã của ông gọi là Chép (tên loài cá, gọi theo chữ Hán là lý ngư - những người họ Trần thời gian đầu nhiều người có tên đặt theo các loài cá).

## Sự nghiệp
Trần Lý lấy vợ là Tô Phong, là chị của đại thần Tô Trung Từ nhà Lý, người làng Lưu Gia. Có ý kiến lý giải rằng, vùng Tức Mặc quê ông và Lưu Gia quê vợ ông lúc đó đều là ven biển nên đều được gọi là Hải Ấp. Ông bà sinh được hai người con trai là Trần Thừa và Trần Tự Khánh, một con gái là Trần Nhị Nương.
Năm 1209, loạn Quách Bốc nổ ra do Lý Cao Tông giết oan đại thần Phạm Bỉnh Di. Bộ tướng của Bỉnh Di là Quách Bốc đánh vào kinh thành, lập con nhỏ của Lý Cao Tông là Lý Thẩm làm Hoàng đế. Lý Cao Tông chạy lên Quy Hóa, còn Hoàng thái tử Lý Sảm cùng An Toàn hoàng hậu và 2 em gái chạy về Hải Ấp nương nhờ Trần Lý. Một thủ hạ của Thái tử là Lưu Thiệu đi theo Trần Lý.
Nghe theo lời khuyên của Phạm Ngu, Trần Lý và Tô Trung Từ bèn đón thái tử Sam về Lỵ Nhân lập làm Hoàng đế, giáng Lý Thầm làm Vương. Thấy con gái của Trần Lý là Trần Nhị Nương có nhan sắc, Thái tử bèn lấy làm Phi và phong Trần Lý làm Minh Tự, Phạm Ngu làm Thượng phẩm phụng ngự, Tô Trung Từ làm Điện tiền chỉ huy sứ.
Trần Lý và Tô Trung Từ bèn mang quân đánh về kinh thành dẹp Quách Bốc để lập công với nhà Lý. Cuối năm 1209, loạn Quách Bốc bị dẹp. Sử sách chép rất sơ lược về việc dẹp loạn Quách Bốc, chỉ ghi nhận chiến thắng của phe Trần Lý. Theo ghi nhận của Đại Việt sử ký toàn thư:
Anh em họ Trần họp hương binh để dẹp loạn, rước vua về kinh, khôi phục chính thống. Trừng trị bọn Quách Bốc làm loạn, xử tội theo mức độ khác nhau.
Có ý kiến đánh giá rất cao lực lượng của Trần Lý qua việc dẹp loạn Quách Bốc. Khi nhiều sứ quân đương thời không làm gì được Quách Bốc mà Trần Lý và Tô Trung Từ có thể đánh bại lực lượng này chứng tỏ thực lực của Trần Lý không nhỏ.

## Kết cục
Quách Bốc bị dẹp, đầu năm 1210, Lý Cao Tông trở về Thăng Long. Trần Lý không kịp nhận phong thưởng của Cao Tông thì bị một lực lượng nổi dậy khác giết hại mà sử không rõ là lực lượng nào. Vì vậy người con thứ của ông là Trần Tự Khánh thay ông cầm quân.
Cuối năm đó Cao Tông hoàng đế băng hà, con trưởng là Hoàng thái tử Sảm lên nối ngôi, tức là Lý Huệ Tông.

## Truy tôn
Sau này cháu nội của ông là Trần Cảnh lên ngôi, lập ra nhà Trần, truy tôn Trần Lý miếu hiệu Nguyên Tổ (元祖), thụy hiệu Chiêu vương (昭王). Đến đời Trần Anh Tông, ông mới được truy tôn thụy hiệu là Chiêu Hoàng đế (昭皇帝). Phu nhân của ông là Tô Phong (蘇蜂), được truy tôn làm Thánh Từ hoàng hậu (聖慈皇后).
Năm 1232, nhà Trần ban bố các chữ quốc húy và miếu húy. Lợi dụng việc kiêng tên húy của Trần Lý, mới đổi triều Lý làm triều Nguyễn, đồng thời cũng để dứt bỏ lòng mong nhớ của dân chúng đối với nhà Lý.

## Trong văn hoá đại chúng
| Năm  | Tác Phẩm                | Diễn Viên      |
| 2013 | 《Thái sư Trần Thủ Độ》 | NSƯT Viết Liên |